# I quattro libri dell'architettura

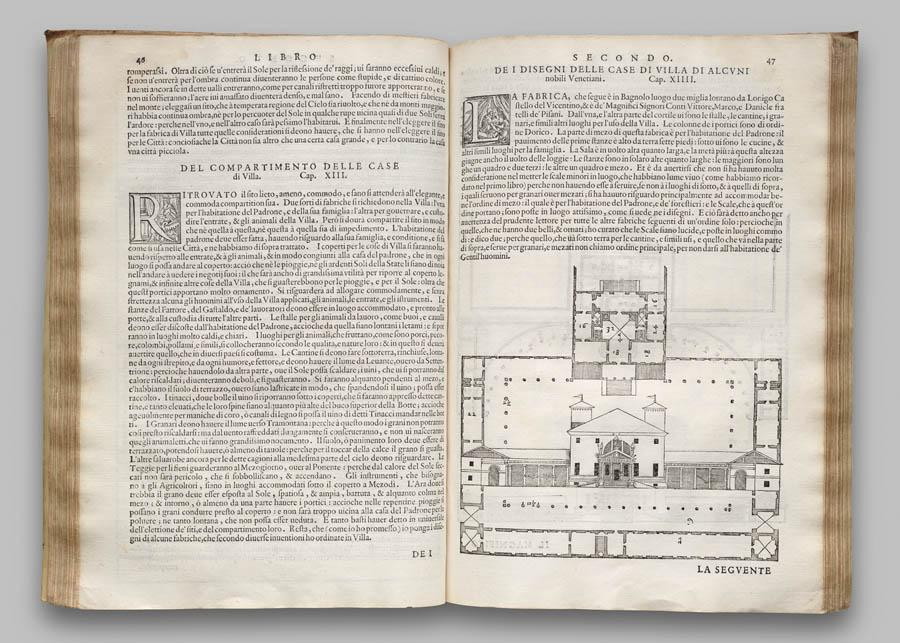
Villa Pisani a Bagnolo ne I quattro libri dell'architettura (libro II)

I quattro libri dell'architettura sono un trattato in quattro tomi pubblicato nel 1570 dall'architetto rinascimentale Andrea Palladio (1508-1580), che ispirò lo stile detto «palladianesimo». Secondo Howard Burns essi rappresentano «la più preziosa pubblicazione illustrata di architettura che si sia avuta fino a quel momento».
Palladio iniziò a scrivere il trattato a soli 22 anni e lo arricchì poi con le proprie opere. La prima edizione de I quattro libri dell'architettura vide la luce a Venezia nel 1570. Seguono varie edizioni e rifacimenti posteriori, oltre a traduzioni in francese, olandese e inglese.
All'interno di questo testo sono presenti illustrazioni atte a dimostrare le idee del Palladio circa la purezza e la semplicità dell'architettura classica, disegnate di suo pugno.
Il libro riscosse notevole successo e ispirò l'opera di un gran numero di architetti fino a tutto il XIX secolo. L'architettura palladiana guadagnò popolarità in tutta Europa e, per la fine del XVIII secolo, fu conosciuta anche in America settentrionale, divenendo la più influente pubblicazione d'architettura mai prodotta e determinando gran parte dell'immagine architettonica della civiltà occidentale.

## Contenuti deiQuattro libri
Il trattato è suddiviso in quattro libri che trattano argomenti diversi:
- Primo libro: dedicato all'amico Giacomo Angarano, tratta la scelta dei materiali, le tecniche costruttive, le forme degli ordini architettonici di tipo Tuscanico, Dorico, Ionico, Corinzio e Ordine composito in tutte le loro parti (basamenti, colonne, architravi, arcate, capitelli, trabeazioni), illustrati in una serie di tavole ed infine gli altri elementi edilizi (soffitti a volta, pavimenti, porte e finestre, camini, coperture e scale)
- Secondo libro: riporta una serie di progetti architettonici di Andrea Palladio, di cui 9 palazzi signorili di città, 22 ville signorili (di cui 13 completate secondo il progetto, 5 realizzate in parte e 4 incompiute) ed una serie di progetti palladiani di costruzioni non realizzate. Le raffigurazioni delle tavole talvolta si discostano dall'edificio costruito in quanto risentono di un processo di idealizzazione e adeguamento al maturo linguaggio del maestro.
- Terzo libro: dedicato a Emanuele Filiberto di Savoia, descrive la maniera di costruire le strade rettilinee lastricate in pietra, i ponti in legno ed in pietra, con numerosi progetti palladiani, le piazze antiche realizzate dai greci e dai latini ed infine le basiliche, fra cui la basilica di Fano progettata da Vitruvio e l'importante Basilica Palladiana di Vicenza.
- Quarto libro: contiene i rilievi di 26 edifici romani antichi, fra cui 18 templi a pianta rettangolare dei fori repubblicano e imperiale di Roma antica, Napoli, Spoleto, Assisi, Pola e Nimes, una basilica romana a pianta rettangolare, 7 templi o basiliche a pianta centrale, a Roma e dintorni.

Nei Quattro libri sono indicate regole sistematiche per il costruire ed esempi di progetti, cosa che all'epoca non era usuale. Anziché modelli da copiare, le tipologie architettoniche assumono la fisionomia di schemi compositivi dove poter esercitare infinite varianti. L'inconfondibile stile della villa palladiana si basa sull'applicazione di dettagli ad un sistema strutturale costruito in laterizio, in pietra e in legno. Palladio presentò due canoni cui attenersi nelle costruzioni: regole di progettazione basate sull'aspetto e regole per l'edificazione basate sulla logica della costruzione della villa.
Thomas Jefferson, presidente degli Stati Uniti d'America e uno dei più fervidi estimatori di Palladio, una volta si riferì a questo testo definendolo "la Bibbia" dell'architettura. Jefferson possedeva cinque diverse edizioni del testo e progettò la propria residenza di Monticello in stile neopalladiano.

## Traduzioni
- in francese, 1650, Les Livres d'architecture trad. Roland Fréart de Chambray, editore Edme Martin, Parigi[5]
- in inglese, 1715, The Architecture of A. Palladio, traduzione di Giacomo Leoni, prima edizione pubblicata a Londra
- in russo, 1798, Russky Pallady, traduzione di Nikolaj Lvov; 1938, Ivan Zholtovsky.